# Stadnina koni Ever Dream, z.s.

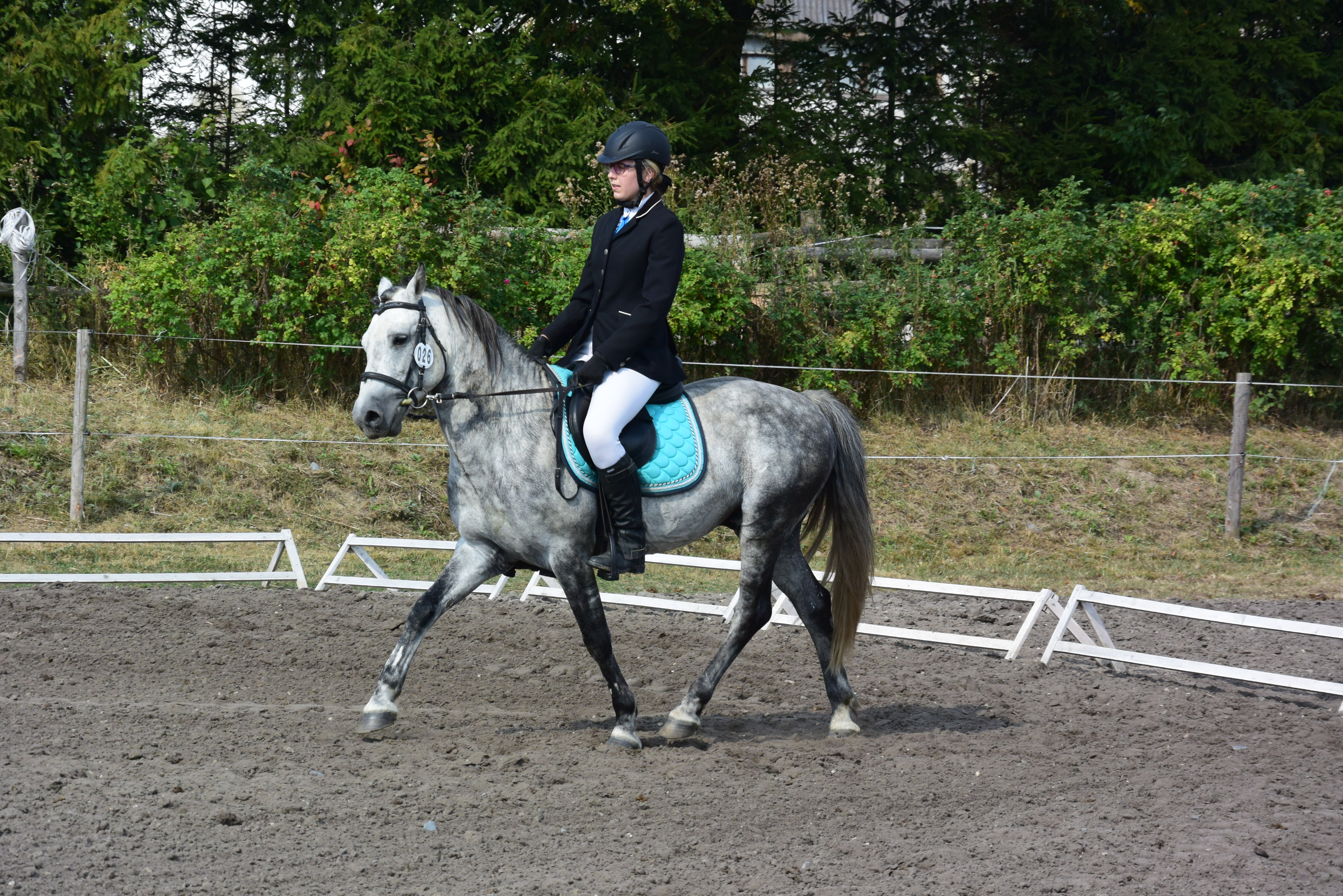
Zawody konia jeźdźieckiego, ogier Lucky (czytaj: Laky)

Stadnina Koni Ever Dream z.s. – położona jest w województwie morawsko-śląskim na wschodzie Republiki Czeskiej, w dolinie rzeczki Tyrki, około 9 km od Trzyńca, 18 km od Cieszyna i 52 km od Ostrawy. Stadnina leży w dolinie Tyry w Beskidach w Obszarze Chronionego Krajobrazu Czerniawina (góry Ostry, Jaworowy, Kamienity), wśród zalesionych łąk i pastwisk.

## Historia i działalność
Stadnina koni Ever Dream założona została w 2010 roku, w ramach działalności sportowej i rekreacyjnej w Trzyńcu. Od samego początku stadnina zajmowała się hodowlą czeskiego sportowego kucyka, który jest do 148 cm wysokości i jest wykorzystywany wszechstronnie. W dalszym ciągu, podstawowym zadaniem stadniny jest rozwój sportu jeździeckiego w tym kraju i treningi dla młodzieży zainteresowanych tym sportem. Dla miasta Trzyńca również konie ze stadniny uczęszczają na różnych imprezach dla dzieci jako atrakcja – dni dziecka, festyny itp. Bierze się udział w zawodach sportowych, biegach myśliwskich i pokazach. Wyniki osiągnięte w ciągu 10 lat działalności potwierdzają dobrze wytrenowane konie i obecność dobrych jeźdźców.

## Sport
Do największych sukcesów Stadniny Ever Dream, od roku założenia po rok 2019, zaliczane jest dwukrotne zwycięstwo „Vitality poháru” w skokach przez przeszkody (parkur), w sąsiedniej miejscowości Bystrzycy. Od roku 2017 wiodącą dyscypliną jest najtrudniejsza dyscyplina jeździecka – wszechstronny konkurs konia jeździeckiego. Koniom i jeźdźcom udało się uczestniczyć w zawodach, które odbywały się na prestiżowych stadninach w RC, np. w Pardubicach, Loszticach (koło Ołomuńca), Brnie... W kategorii juniorów do 18 lat, udało się zdobyć tytuł „Vicemistra Severomoravské oblasti juniorů ve všestrannosti” w Loszticach. Wszystkie zawody są przeciw wielkim (dużym) koniom (nad 148 cm wysokości).

## Hodowla
W stadninie tej hoduje się czeskie kucyki sportowe. Tutejsze konie przeznaczone są do celów sportowych. O jakości hodowli mogą świadczyć liczne nagrody i tytuły championa przyznane koniom.